# 서나일주

서나일 주의 위치

서나일주(영어: Western Nile State)는 남수단 동부 상나일 지방에 위치한 주로 주도는 코도크이며 면적은 15,291.0km2, 인구는 155,602명(2014년 기준)이다.
2015년에 실시된 행정 구역 개편에 따라 상나일 주에서 분리되어 신설되었다. 동쪽으로는 동나일 주, 남쪽으로는 팡가크 주, 서쪽으로는 루웽 주와 접하며 북서쪽과 서쪽으로는 수단과 국경을 접한다. 3개 군을 관할한다.